# Dictyotales
Ordre
Les Dictyotales sont un ordre d'algues brunes marines de la classe des Phaeophyceae.

## Liste des familles
Selon AlgaeBase (16 août 2017) et ITIS (16 août 2017) :
- famille des Dictyotaceae J.V.Lamouroux ex Dumortier

Selon World Register of Marine Species (16 août 2017) :
- famille des Dictyotaceae Lamouroux ex Dumortier, 1822
- famille des Scoresbyellaceae Womersley, 1987